# Montbéliard
Montbéliard (în germană Mompelgard) este un oraș din estul Franței, sub-prefectură a departamentului Doubs, în regiunea Franche-Comté. În limba franceză locuitorii se numesc Montbéliardais (cu forma de feminin Montbéliardaise)

## Deviză
Dieu seul est mon appui (Numai Dumnezeu este sprijinul meu)

## Populație
Numărul de locuitori din Montbéliard era în jur de 27 570 la recensământul din 1999, dar zona metropolitană are peste 113 000 de locuitori. 